# Покотилюк Максим Васильович
Макси́м Васи́льович Покотилю́к (нар. 21 лютого 1988, Набережні Човни, Татарська АРСР, СРСР) — український футболіст, півзахисник.

## Життєпис
Максим Покотилюк народився 21 лютого 1988 року в місті Набережні Човни Татарської АРСР, але невдовзі разом із сім'єю повернувся в Україну, а саме в місто Маріуполь, де він зростав та робив перші футбольні кроки у своїй майбутній професіональній кар'єрі.

### Клубна кар'єра
У ДЮФЛУ за маріупольський «Іллічівець» зіграв 36 матчів, у яких забив 5 м'ячів. Потім продовжив кар'єру в маріупольських клубах «Іллічівець-2» та «Портовик».
Виступав у Польщі за клуби третьої ліги «Орлич» (пол.) (Сухеднюв), «Скра» (Ченстохова) та «Сталь» (Красник) й у першій лізі за «Полонію» (Битом). Із 2014 по 2016 рік за краматорський «Авангард» відіграв 26 матчів в чемпіонаті та 2 матчі в кубку України. Також Максим провів декілька ігор за клуб німецької Оберліги «Гельб-Вайс-09» (Герліц).
У 2016 році, напередодні старту «Інгульця» в Першій лізі, приєднався до команди. Також грав за фарм-клуби петрівської команди «Інгулець-2» та «Інгулець-3». Наприкінці грудня 2016 року залишив команду.
У лютому 2017 року перебував на перегляді в латвійському клубі «Бабіте», який із нового сезону виступає у Вищій лізі, проте у березні підписав контракт з чернівецькою «Буковиною». По завершенню сезону за обопільною згодою сторін припинив співпрацю з чернівецьким клубом та став гравцем ФК «Полтави». По завершенню сезону 2017/18 здобув разом із командою срібні нагороди першої ліги та право виступу в УПЛ.
Проте незабаром у зв'язку із розформуванням полтавського клубу разом з всією командою отримав статус вільного агента, а у липні 2018 року став гравцем київської команди: «Оболонь-Бровар», в складі якої в сезоні 2022/23 здобув срібні нагороди першої ліги України та право виступу в Українській Прем'єр-лізі. Однак у літнє міжсезоння після п'яти років співпраці залишив київський клуб. У липні 2023 року підписав контракт з клубом із Сумщини: «Вікторія».

## Досягнення
- Срібний призер Першої ліги України (2): 2017/18, 2022/23